# Orgueil
Orgueil é uma comuna francesa na região administrativa de Occitânia, no departamento de Tarn-et-Garonne. Estende-se por uma área de 14,03 km². Em 2010 a comuna tinha 1 723 habitantes (densidade: 122,8 hab./km²).

## Monumentos

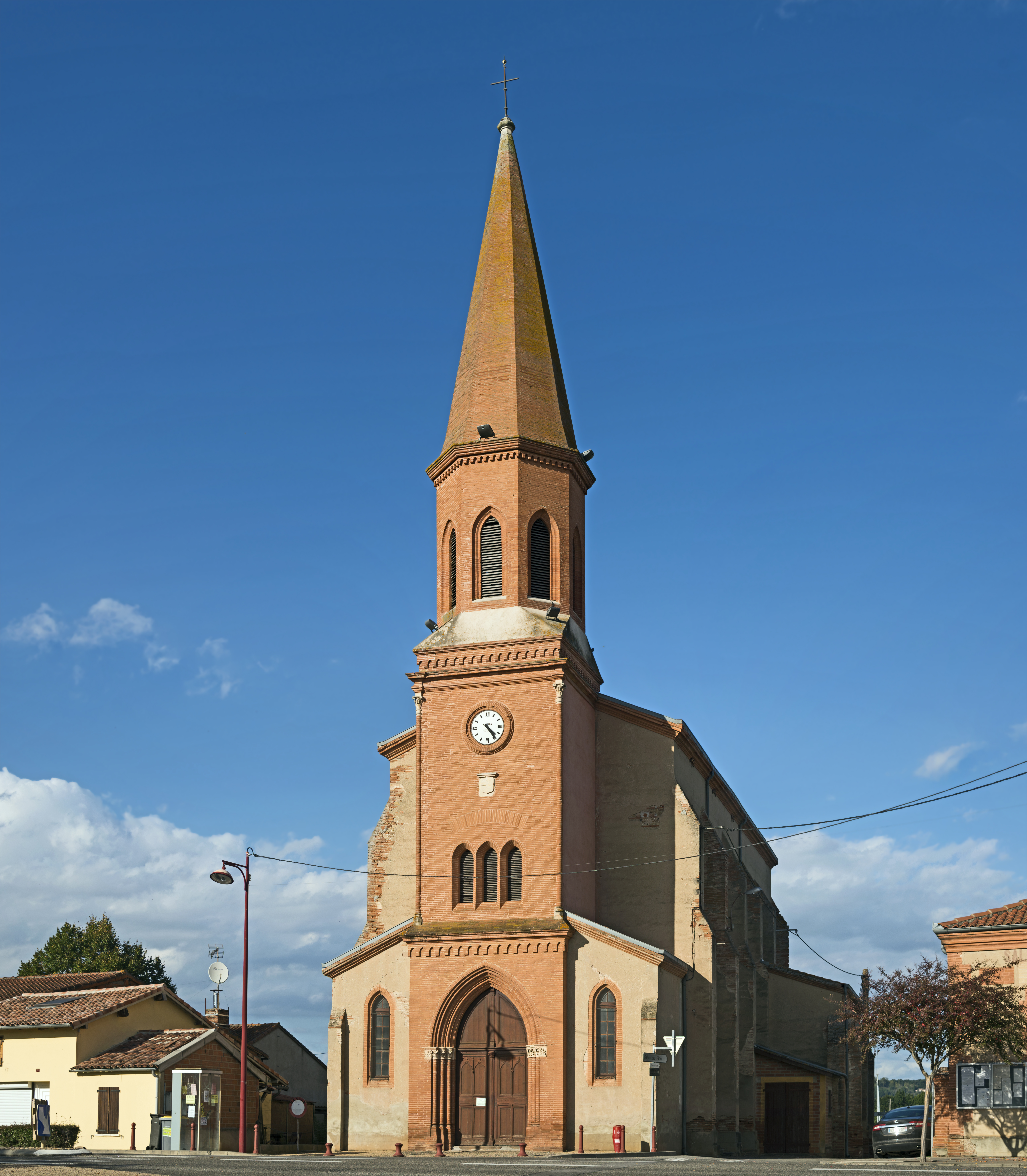
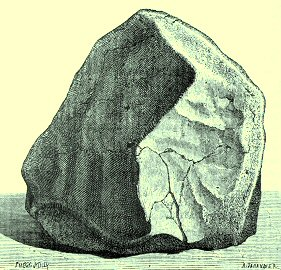